# Ptak (Kozłowo)
Ptak (deutsch Ptakmühle, 1938 bis 1945 Oelsnitzmühle) ist die Ortsstelle einer nicht mehr existierenden Kolonie in der polnischen Woiwodschaft Ermland-Masuren im Gebiet der Gmina Kozłowo (Landgemeinde Groß Koslau, 1938 bis 1945 Großkosel) im Powiat Nidzicki (Kreis Neidenburg).
Die Ortsstelle Ptak liegt am Flüsschen Skottau (polnisch Szkotówka) im Südwesten der Woiwodschaft Ermland-Masuren, zwölf Kilometer westlich der Kreisstadt Nidzica (deutsch Neidenburg).
Der einstige Ort Ptakmühle (auch: Ptackmühle) bestand aus einer Wassermühle mit dazugehörigem Gehöft. 1871 wird sie als Mühle des Gutsdorfes Roggenhausen (polnisch Rogóżek) mit einer Siedlung genannt, in der elf Menschen ansässig waren. Im Jahre 1905 verzeichnete der Mühlenort noch vier Einwohner. 1938 in „Oelsnitzmühle“ (auch: „Ölsnitzmühle“) umbenannt war der Ort bis 1945 ein Wohnplatz in der ab 1898 „Walterhausen“ genannten Gemeinde.
1945 kam Oelsnitzmühle in Kriegsfolge zusammen mit dem gesamten südlichen Ostpreußen zu Polen. Der Mühlenort erhielt die polnische Namensform „Ptak“, was so viel wie „Vogel“ heißt. 1945 war Ptak eine Siedlung (polnisch Osada) in der Gmina Rogóż (Roggenhausen) und wurde am 1. Januar 1974 als Kolonie des Dorfes Rogóż genannt. Heute ist Ptak kein offiziell genannter Ort mehr und lediglich eine unbewohnte Ortsstelle, deren zum Teil verfallene Gebäude aber noch Zeugen einer Besiedlung sind. Die Ortsstelle gehört nun zum Bereich der Gmina Kozłowo im Powiat Nidzicki.
Bis 1945 war Ptakmühle resp. Oelsnitzmühle über die Muttergemeinde zur evangelischen Kirche Groß Schläfken (polnisch Sławka Wielka) bzw. zur römisch-katholischen Kirche Neidenburg ausgerichtet.
Ptak ist über einen Landweg von der Ortsstelle Rogóżek über Rogóż zu erreichen.